# Sheryl Sandberg
Sheryl Kara Sandberg (/ˈsændbɜːrɡ/; sinh ngày 28 tháng 8 năm 1969) là một quản trị viên công nghệ, nhà hoạt động xã hội, tác giả viết sách người Mỹ. Cô là giám đốc điều hành (COO) của mạng xã hội Facebook và là người sáng lập trang Leanin.org (hay Lean In Foundation). Tháng 6 năm 2012, cô được hội đồng quản trị của Facebook ứng cử và trở thành người phụ nữ đầu tiên có mặt trong ban quản lý của trang mạng này. Trước đó, Sandberg là phó giám đốc bộ phận kinh doanh trực tuyến quốc tế của Google, cô còn hoạt động trong chiến dịch thiện nguyện Google.org, một nhánh của Google. Cô cũng từng là tham mưu trưởng cho thư ký của Bộ Ngân khố Hoa Kỳ, Lawrence Summers.
Năm 2012, cô lọt vào danh sách 100 người có tầm ảnh hưởng lớn nhất trên thế giới của tờ Time. Tính đến tháng 6 năm 2015, tổng giá trị tài sản của Sheryl ước tính khoảng $1 tỷ đô la Mỹ, dựa trên số cổ phần mà cô nắm giữ ở Facebook và các công ty khác.

## Tiểu sử
Sandberg sinh năm 1969 tại thủ đô Washington, D.C. trong một gia đình gốc Do Thái, cô là người con cả của bà Adele (tên họ thời con gái: Einhorn) và ông Joel Sandberg, dưới cô còn có hai người em nữa. Bố cô là bác sĩ nhãn khoa và mẹ cô là một giảng viên đại học chuyên ngành tiếng Pháp.
Gia đình cô chuyển tới sống ở thành phố North Miami Beach, bang Florida, khi cô mới 2 tuổi. Cô học tại trường trung học North Miami Beach, học lực "luôn luôn đứng đầu lớp". Kết thúc trung học, cô xếp hạng tốt nghiệp cao thứ chín với số điểm trung bình môn 4,646.
Năm 1987, Sandberg nhập học đại học khai phóng của trường Harvard. Cô tốt nghiệp bằng Cử nhân chuyên ngành kinh tế năm 1991.
Năm 1993, cô tiếp tục theo học trường Harvard Business (trường quản trị kinh doanh của đại học Harvard) và nhận được học bổng ngay trong năm học đầu tiên. Năm 1995, cô nhận bằng Cử nhân quản trị kinh doanh (MBA) loại xuất sắc nhất.

## Sự nghiệp

### Khởi đầu
Sau khi tốt nghiệp đại học mùa xuân năm 1995, Sandberg làm tư vấn quản trị cho công ty McKinsey & Company trong khoảng một năm (1995-1996). Từ năm 1996 đến 2001, cô làm việc cho Larry Summers, thư ký Bộ Ngân khố Hoa Kỳ dưới thời tổng thống Bill Clinton. Cô làm trong kho bạc nhà nước, giúp gia hạn các khoản nợ trong giai đoạn khủng hoảng tài chính châu Á năm 1997.
Khi đảng Cộng hòa nắm quyền lãnh đạo tháng 11 năm 2000, Sandberg xin thôi việc và chuyển đến thung lũng Silicon vào năm 2001 sau đó. Cô bắt đầu làm việc cho Google ở vị trí phó giám đốc bộ phận kinh doanh trực tuyến quốc tế từ tháng 11 năm 2001 tới tháng 3 năm 2008.

### Facebook
Cuối năm 2007, Mark Zuckerberg, đồng sáng lập và tổng giám đốc điều hành mạng xã hội Facebook, đã gặp mặt Sandberg tại một bữa tiệc Giáng sinh. Zuckerberg không hề có ý định thuê giám đốc điều hành (COO) nhưng cho rằng Sandberg là "một người phù hợp hoàn hảo" cho vị trí này. Tháng 3 năm 2008, Facebook tuyên bố chính thức mời cô vào làm ở vị trí COO.
Sau khi nhận việc tại đây, Sandberg bắt đầu nhanh chóng tìm hiểu những phương thức để Facebook thêm sinh lời. Từ đó, Facebook bắt đầu đưa vào các "mục quảng cáo một cách thận trọng"; tới năm 2010, Facebook bắt đầu thu lãi nhiều hơn từ các hoạt động quảng cáo này. Riêng với Sandberg, cô giám sát nhiều hoạt động của công ty như: thương mại, marketing, phát triển kinh doanh, nhân sự, chính sách công, và truyền thông.
Năm 2012, cô trở thành thành viên thứ tám (và là thành viên nữ đầu tiên) của hội đồng quản trị Facebook.

## Hội đồng quản trị
Năm 2009 Sandberg nằm trong hội đồng quản trị của công ty Walt Disney. Cô cũng làm trong ban quản trị của tổ chức phụ nữ Women for Women International, Center for Global Development và V-Day. Trước đó cô làm quản lý cho công ty đồ uống Starbucks với mức lương hàng năm vào khoảng $280 000 đô la Mỹ, hay một số công ty, tổ chức khác như Brookings Institution và Ad Council.

## Các công việc và dự án khác

### Lean In
Sandberg phát hành cuốn sách đầu tiên: Lean In: Women, Work, and the Will to Lead (tựa tiếng Việt: Dấn thân - Phụ nữ, công việc, và quyết tâm lãnh đạo) ngày 11 tháng 3 năm 2013. (đồng tác giả: Nell Scovell, nhà xuất bản: Knopf)
Cuốn sách viết về lãnh đạo và phát triển kinh doanh, những vấn đề về việc thiếu phụ nữ trong bộ máy nhà nước, kinh doanh cũng như về chủ nghĩa nữ quyền. Tính đến mùa thu năm 2013, Lean In đã bán được hơn một triệu bản và từng nằm trong danh sách bán chạy (bestseller) khi mới ra mắt.
Lean In chỉ cho những phụ nữ hiện đại con đường gặt hái thành công, theo đuổi mục đích trong cuộc sống, chỉ cho những người đàn ông cách đóng góp vào một xã hội công bằng hơn. Cuốn sách nêu lên những rào cản khiến phụ nữ khó thăng tiến nghề nghiệp và chạm đến vị trí lãnh đạo như: sự phân biệt đối xử, phân biệt giới tính hay quấy rối tình dục. Sandberg nhấn mạnh, để thay đổi thì phụ nữ cần phải phá bỏ những chướng ngại vật kể cả từ bên ngoài và do chính bản thân mình tạo ra bằng cách đấu tranh và "dấn thân" vào những thử thách phía trước. Cô kêu gọi thêm nhiều tiếng nói mạnh dạn nữa từ phái nữ, để từ đó chia đều cơ hội cho tất cả mọi người:
| “ | A truly equal world would be one where women ran half our countries and companies and men ran half our homes. | ” |

tạm dịch: "Một thế giới công bằng phải là khi phụ nữ nắm quyền một nửa thế giới và các công ty còn đàn ông thì chăm sóc một nửa những tổ ấm gia đình"
Giới phê bình cho rằng Sandberg là người "ở một tầm quá cao" nên "không nhận ra" những rắc rối mà người phụ nữ bình thường phải đối mặt trong công việc. Sandberg khẳng định cô đã đề cập đến những vấn đề này trong sách và rằng cô "nhận thức sâu sắc những khó khăn của phụ nữ khi họ vừa phải hoàn thành công việc vừa phải chăm sóc gia đình". Mục đích của cô viết sách là để "đưa ra những lời khuyên hữu ích mà cô đã từng trải từ lâu trước khi nghe nói tới Google hay Facebook."

### Quỹ gia đình Sheryl Sandberg & Dave Goldberg
Tháng 11 năm 2016, Sandberg đổi tên Quỹ Lean In thành Quỹ gia đình Sheryl Sandberg & Dave Goldberg Family Foundation nhằm gây vốn cho trang web LeanIn.Org và một dự án khác xoay quanh cuốn sách Option B của cô. Sandberg cũng chuyển tới $100 triệu đô la Mỹ vốn cổ phần ở Facebook sang để gây quỹ và các hoạt động từ thiện khác.

## Đời tư
Sandberg kết hôn lần đầu năm 24 tuổi và ly hôn một năm sau đó (1993-1994). Đến năm 2004, cô cưới Dave Goldberg, một quản trị viên của Yahoo! và sau này là tổng giám đốc (CEO) của SurveyMonkey. Cặp đôi sinh được hai con, một trai và một gái. Ngày 1 tháng 5 năm 2015, Dave Goldberg bất ngờ qua đời do chấn thương đầu khi ngã từ máy chạy bộ trong chuyến du lịch của hai vợ chồng ở México. Sandberg sau đó chia sẻ chồng cô mất vì rối loạn nhịp tim chứ không phải vì cú ngã trên.

## Vinh danh
- Sheryl Sandberg được tạp chí Fortune xếp vào danh sách "50 người phụ nữ quyền lực nhất giới kinh doanh":
  - Năm 2007 cô xếp thứ 29 và là người phụ nữ trẻ nhất trong danh sách.[38]
  - Năm 2008 cô xếp thứ 34.[39]
  - Năm 2009 cô xếp thứ 22.[40]
  - Năm 2010 cô xếp thứ 16.[41]
  - Năm 2014 cô xếp thứ 10.[42]
  - Năm 2016 cô xếp thứ 6.[43]
- Nằm trong danh sách "50 người phụ nữ đáng ngưỡng mộ" của Thời báo phố Wall:
  - Năm 2007 cô xếp thứ 19.[44]
  - Năm 2008 cô xếp thứ 21.[45]
- Sandberg nằm trong danh sách "25 người có ảnh hưởng nhất trên Internet" của Bloomberg Businessweek năm 2009.[46]
- Cô từng được xếp trong danh sách 100 người phụ nữ quyền lực nhất thế giới của Forbes.[47] Năm 2014, Sandberg đứng thứ chín, ngay sau Michelle Obama.[48]
- Năm 2012, Newsweek và The Daily Beast ra mắt danh sách "Digital Power Index" (Chỉ số sức mạnh kĩ thuật số), bao gồm 100 người nổi bật nhất trên không gian số năm đó, Sandberg xếp hạng 3 ở hạng mục "Evangelists".[49]
- Cũng trong năm 2012, cô có tên trong Time 100, danh sách tổng hợp thường niên 100 người có nhiều ảnh hưởng nhất trên thế giới của tạp chí Time.[5]
- Lean In được đề cử Financial Times and Goldman Sachs Business Book of the Year Award năm 2013 (giải thưởng thường niên cho cuốn sách về lĩnh vực thương mại kinh doanh xuất sắc nhất do Thời báo tài chính và McKinsey & Company tổ chức).[50]
- Năm 2013, cô đứng thứ 8 trong danh sách "50 người Do Thái có nhiều ảnh hưởng nhất thế giới" của tờ The Jerusalem Post.[51]
- Sandberg được vinh dự là người phát bằng tốt nghiệp cho các sinh viên của Viện công nghệ Virginia khóa 2017.